# Juan Avilés Arnau
Juan Avilés Arnau fou un militar i polític valencià. Arribà a general de brigada del cos d'enginyers i fou nomenat alcalde de València només proclamar-se la dictadura de Primo de Rivera el setembre de 1923. Va cessar el desembre de 1924 quan fou nomenat cap del Servei Militar de Ferrocarrils, i el va succeir el seu tinent d'alcalde, el també militar Luis Oliag Miranda.